# Кузнецов Василь Петрович
Кузнецо́в Васи́ль Петро́вич (*1858, Перм, Російська імперія — †1901, Одеса) — російський лікар-психоневролог, організатор медичної справи.

## Життєпис
Народився 1858 р. у м. Пермі. Син чиновника. Після закінчення міської гімназії, вступив до Військово-медичної академії, отримавши звання лікаря (1882). До 1888 р. практикував в лікарні доктора Фрея в Санкт-Петербурзі. Ступінь доктора медицини отримав в 1888 р. З того ж часу був призначений старшим лікарем у лікарню «Всіх скорбящих», у 1892 р. — на таку ж посаду у лікарню Св. Пантелеймона (Санкт-Петербург).

З жовтня 1892 р. і до серпня 1896 р. обіймав посаду директора Казанської окружної лікарні. Ще знаходячись на цій посаді, з 1893 р. будував окружну лікарню у Вінниці для Південно-західного краю, яку по завершенні будівництва очолив. Маючи неабиякий адміністративний талант, зробив заклад взірцевим, запровадивши найбільш передові на той час технології лікування та утримання хворих (гідротерапія, посильна праця, електротерапія). В останні роки життя, очолюючи вінницьку лікарню, був організатором з будівництва аналогічної клініки у м. Вільно.

Спілкувався з невропатологом В. М. Бехтерєвим, якого домочадці вважали другом родини, товаришував у Вінниці з родиною хірурга М. І. Пирогова, під його опікою у Вінниці починав професійну кар'єру майбутній академік О. І. Ющенко.

Раптово помер у 1901 р. від септичного дифтериту в Одесі. Похований на кладовищі очолюваної ним лікарні у Вінниці. 

Донька — Віра Лєснєвська (1889–1972) залишила спогади про батька.